# Ewa Kozanecka
Ewa Elżbieta Kozanecka z domu Kozakowska (ur. 29 maja 1974 we Wrześni) – polska polityk, urzędniczka i działaczka związkowa, posłanka na Sejm VIII i IX kadencji.

## Życiorys
W 2012 ukończyła administrację na Uniwersytecie Kazimierza Wielkiego w Bydgoszczy. Od 1998 zatrudniona w dziale inwestycji i remontów kapitalnych Miejskich Wodociągów i Kanalizacji w Bydgoszczy. W 2010 została przewodniczącą zakładowej organizacji NSZZ „Solidarność”, była też sekretarzem i członkinią zarządu Regionu Bydgoskiego związku.
W 2012 wstąpiła do Prawa i Sprawiedliwości. W 2014 uzyskała mandat radnej Bydgoszczy z ramienia tego ugrupowania. W wyborach parlamentarnych w 2015 kandydowała do Sejmu w okręgu bydgoskim. Została wybrana na posłankę VIII kadencji, otrzymując 6851 głosów. W wyborach w 2019 z powodzeniem ubiegała się o poselską reelekcję (dostała 13 305 głosów). W 2023 nie została wybrana na kolejną kadencję. W 2024 uzyskała mandat radnej sejmiku Sejmiku Województwa Kujawsko-Pomorskiego VII kadencji. W tym samym roku z ramienia PiS wystartowała w wyborach do Parlamentu Europejskiego z okręgu nr 2.

## Życie prywatne
Jest mężatką, ma dwoje dzieci.